# Garçon assis avec une casquette
Garçon assis avec une casquette est une peinture à l'huile sur toile de 100 × 65 cm réalisée en 1918 par le peintre italien Amedeo Modigliani. 
Elle fait partie d'une collection parisienne privée. 